# Bạch Thượng
Bạch Thượng là một phường thuộc thị xã Duy Tiên, tỉnh Hà Nam, Việt Nam.

## Địa lý
Phường Bạch Thượng nằm ở phía tây bắc thị xã Duy Tiên, có vị trí địa lý:
- Phía đông và bắc giáp thành phố Hà Nội
- Phía tây giáp phường Duy Minh
- Phía nam giáp phường Đồng Văn và phường Yên Bắc.

Phường Bạch Thượng có diện tích 6,24 km², dân số năm 2018 là 11.960 người, mật độ dân số đạt 1.917 người/km².

## Lịch sử
Đến năm 2018, xã Bạch Thượng có diện tích 7,4903 km², dân số là 11.960 người, mật độ dân số đạt 1.597 người/km².
Ngày 17 tháng 12 năm 2019, Ủy ban Thường vụ Quốc hội ban hành Nghị quyết số 829/NQ-UBTVQH14 về việc sắp xếp các đơn vị hành chính cấp huyện, cấp xã thuộc tỉnh Hà Nam (nghị quyết có hiệu lực từ ngày 1 tháng 1 năm 2020). Theo đó:
- Điều chỉnh 0,0053 km² diện tích tự nhiên của xã Bạch Thượng vào thị trấn Đồng Văn
- Điều chỉnh 1,483 km² diện tích tự nhiên của xã Bạch Thượng vào xã Duy Minh
- Điều chỉnh 0,068 km² diện tích tự nhiên của xã Yên Bắc và 0,17 km² diện tích tự nhiên của thị trấn Đồng Văn vào xã Bạch Thượng
- Thành lập phường Bạch Thượng thuộc thị xã Duy Tiên trên cơ sở toàn bộ diện tích và dân số của xã Bạch Thượng.

Sau khi thành lập, phường Bạch Thượng có diện tích 6,24 km², dân số là 11.960 người.